# (37247) 2000 WM181
2000 WM181 (asteroide 37247) é um asteroide da cintura principal. Possui uma excentricidade de 0.13344890 e uma inclinação de 12.24146º.
Este asteroide foi descoberto no dia 30 de novembro de 2000 por LONEOS em Anderson Mesa.